# Electric Scum
Electric Scum è il quarto album in studio del gruppo musicale tedesco Depressive Age, pubblicato nel 1996 dalla GUN Records.

## Tracce
1. Electric – 3:36
2. Cairo Crabat – 4:19
3. Remember (Je taime, taverne noire) – 3:50
4. Teenage Temples – 4:31
5. Small Town Boy – 5:34 (testo: Jimmy Somerville – musica: Bronski Beat)
6. Featherflute – 3:18
7. Toyland Hills – 4:03
8. Compañero Song – 3:55
9. New Machine Wisdom – 3:25
10. Polar Athletic Son – 3:06
11. Weird Boy – 3:09
12. Sports Yells – 3:12

## Formazione
- Jan Lubitzki – voce
- Jochen Klemp – chitarra solista
- Tim Schallenberg – basso
- Norbert Drescher – batteria